# Arctia flavia
Arctia flavia är en fjärilsart som beskrevs av Johann Kaspar Füssli 1779. Arctia flavia ingår i släktet Arctia och familjen björnspinnare. Inga underarter finns listade i Catalogue of Life.

## Bildgalleri

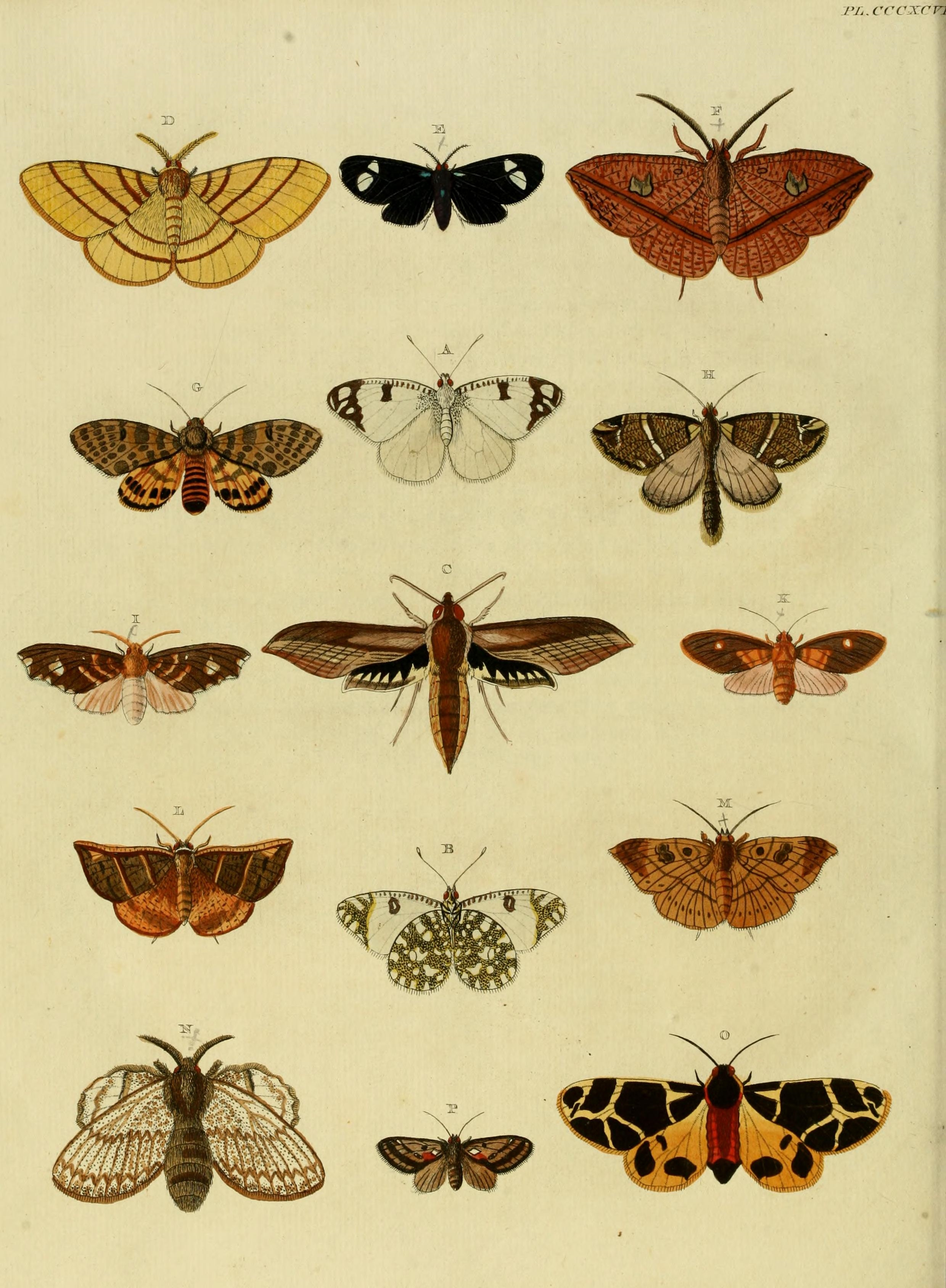